# Bartolomeo Arese
Bartolomeo Arese (Milán, 1610-Milán, 1674) fue un político italiano, presidente del Senado de Milán desde el 17 de noviembre de 1660 hasta su muerte. 

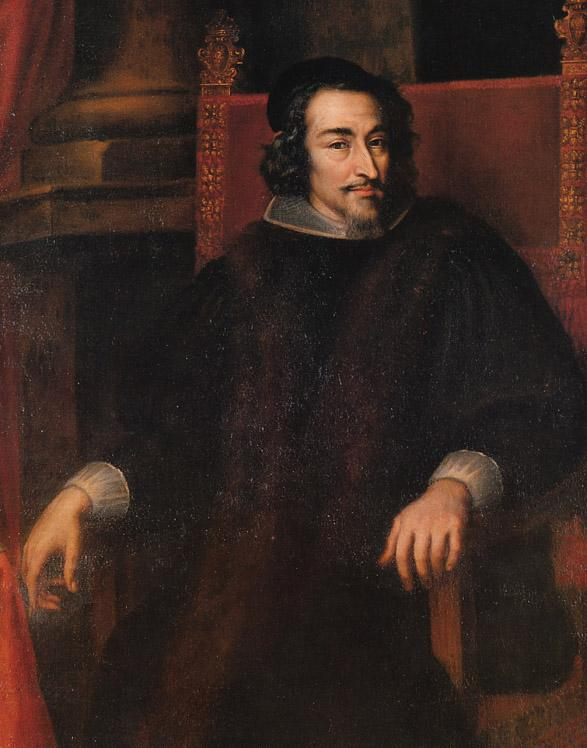
Bartolomeo Arese

## Biografía

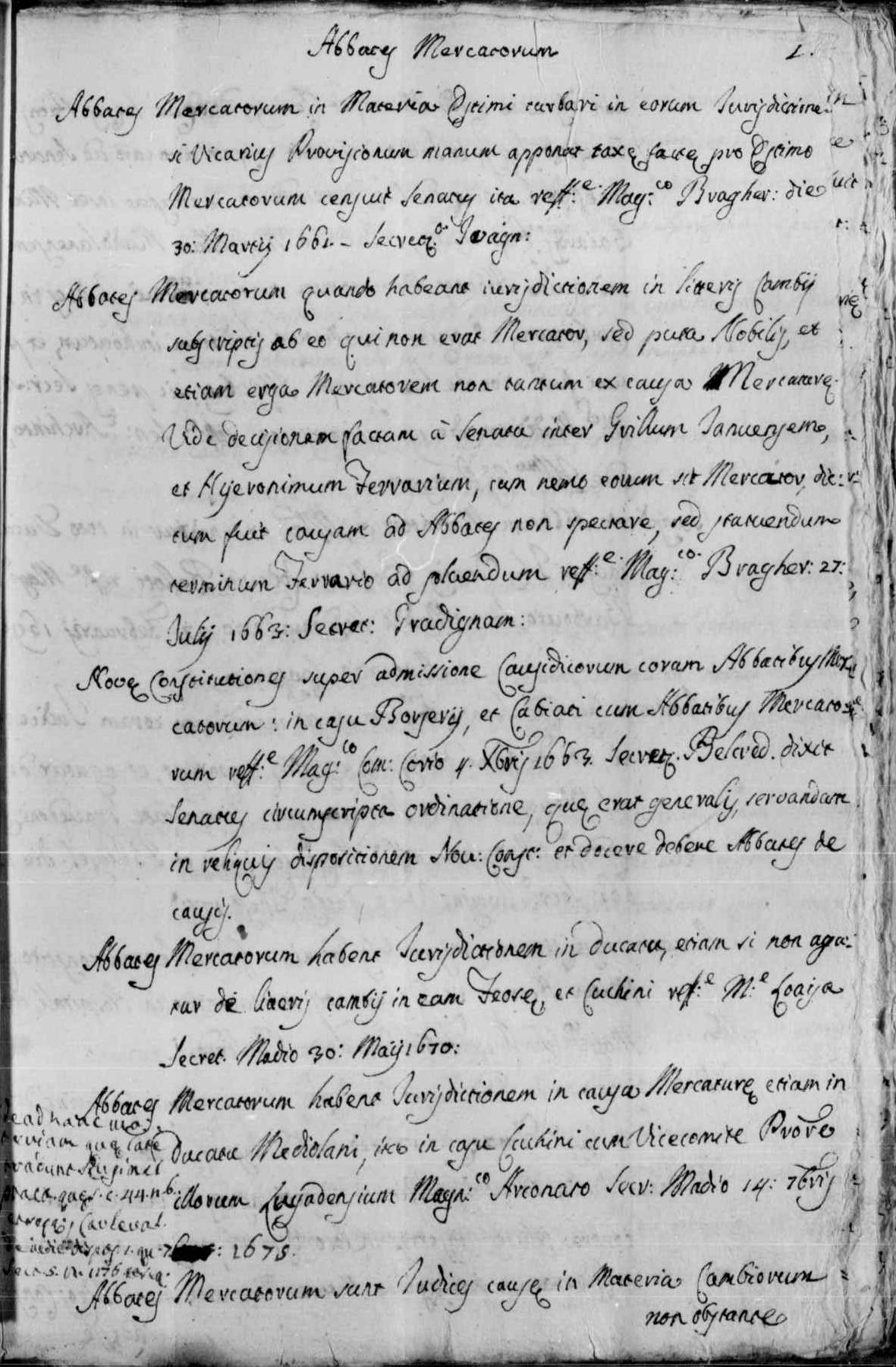
Memorabilia decisionum Senatus Mediolani Arese presidente et regente conte Bartolomeo, manuscrito, siglo XVII

Bartolomeo nació en Milán en 1610 en el seno de una familia de tradición senatorial, emparentada con otras familias patricias lombardas.
Su padre Giulio, jurisconsulto colegiado, había cumplido un ejemplar "cursus honorum" en la alta burguesía del Ducado de Milán y su abuelo Giulio Claro (1525-1575) fue un célebre jurista conocido por su obra "Liber quintus sententiarum", verdadero vademecum del derecho criminal del siglo XVI en adelante. 
Después de haber frecuentado el colegio de los jesuitas de Brera, Bartolomeo se inscribió en la facultad de jurispridencia de la Universidad de Pavía, donde se doctoró. Posteriormente fue admitido en el colegio de jurisconsultos de Milán y, en un primer momento, ejerció con éxito la abogacía.
Entre tanto, su padre Giulio se había convertido en miembro del Senado de Milán y posteriormente residente del Magistrado de los ingresos ordinarios y consejero secreto. Completó su "cursus honorum" obteniendo el puesto de presidente del Senado en 1619.
En 1626 su padre había adquirido Castellambro, de donde adquirieron el título condal. El privilegio soberano de concesión llegó, sin embargo, poco después de su muerte, por lo que fue Bartolomeo el primero de su familia que pudo ostentar el título de conde. Éste obtuvo en el campo jurídico numerosas satisfacciones, entre los cuales, el escaño paterno entre los sesenta decuriones perpetuos de la ciudad.
En 1636 Bartolomeo recuperó el cargo bienal de Capitán de la Justicia, y se dice incluso, que con el fin de velar por el orden público, pasaba las noches paseando por las calles de la ciudad acompañado de una escolta armada para evitar riñas y desórdenes.
En 1641 obtuvo finalmente un puesto en el Senado, del cual fue nombrado presidente en 1660. Desde tal puesto se esforzó por reprimir la ilegalidad, las vendetas, los duelos,...
Desde el punto de vista literario, Bartolomeo se distinguió por la compilación de numerosos manuscritos de jurisprudencia senatoria y de pronunciamientos del Magistrado de los ingresos ordinarios.
Desde el punto de vista familiar Arese no tuvo tanta fortuna: de los tres hijos habidos con su mujer Lucrezia Omodei, el único varón moría muy joven, al inicio de su carrera jurídica; las dos féminas se casaron una con el conde Renato Borromeo y la otra con el conde Fabio Visconti.
Bartolomeo moría en 1674, y sus restos mortales fueron sepultados en la iglesia de San Vittore al Corpo de Milán, donde había hecho construir un año antes una capilla familiar (la sexta en la nave derecha) sobre proyecto de Girolamo Quadrio, con esculturas de Giuseppe Vismara.

## El testamento en favor del Senado milanés
El 24 de septiembre de 1674 el conde Bartolomeo, previendo ya su muerte sin herederos masculinos, dispuso en su testamento, redactado por el notario Annoni, que el Senado milanés, de cual había sido miembro y presidente, y del cual había recibido enormes satisfacciones profesionales y un prestigioso reconocimiento, recibiría la mayor parte de los libros jurídicos que su vasta cultura y sus finanzas le habían permitido reunir.
Según su última voluntad, en el momento de su muerte el secretario del Senado (o el prefecto de la biblioteca senatoria) deberían redactar un preciso elenco de los libros de carácter jurídico dejados por el conde, de modo que todos los textos que faltasen en la biblioteca del Senado pasasen a ésta, mientras los repetidos (de los cuales la biblioteca no tenía necesidad) irían a un sobrino, el jurisconsulto Agostino Arese.
Bartolomeo dispuso también para los libros no jurídicos que formaba parte de su colección que pasarían a otras personas según el argumento.
Los libros que pasaron a formar parte de la biblioteca senatorial fueron marcados como "Ex dono Co. B. Aresii Praesidis".
El legado de Bartolomero Arese seguía en un decenio al de otro ilustre presidente del Senado, el marqués Luigi Cusani. Éste había donado en 1659 a la misma biblioteca sus propios libros referentes al derecho.